# 魯義
魯義（1444年—?），字時宜，遼東定遼右衛（在今遼陽市）官籍，湖廣黃岡縣人，明朝政治人物。進士出身。

## 生平
早年出身國子生，山東鄉試第十七名。成化十四年（1478年）戊戌科會試第二百三十四名，殿試登進士第三甲第七十一名。

## 家族
曾祖父魯勝，曾任百戶。祖父魯良。父囗囗。前母趙氏，母趙氏。具慶下。娶王氏。